# 17 re
17 re è il secondo album in studio del gruppo musicale italiano Litfiba, pubblicato il 13 dicembre 1986 dalla I.R.A. Records.
Fa parte, con il precedente Desaparecido (1985) e il successivo Litfiba 3 (1988), della cosiddetta "trilogia del potere".

## Descrizione
Inizialmente pubblicato come album doppio (in Francia uscì come album singolo), 17 re si contraddistingue per la presenza di quattro facciate e sedici brani, tutte composizioni originali della band fiorentina formata da Antonio Aiazzi, Ringo De Palma, Gianni Maroccolo, Piero Pelù e Federico Renzulli e come collaboratore Francesco Magnelli. Gli arrangiamenti di tutte le canzoni presenti nell'album sono stati curati da Gianni Maroccolo con l'aiuto di Francesco Magnelli con suoni ed effettistiche molto varie sulla base dei contenuti delle canzoni, tutti elementi che fanno di 17 re non solo un album new wave ma anche post-punk, psichedelico e rock. Le sessioni di registrazione in studio avvennero nell'estate/autunno del 1986 a Firenze, ma i brani erano stati precedentemente rodati dal gruppo nei concerti dal vivo.
Il disco prende il titolo da quella che doveva essere la title track, 17 re appunto, che però non venne pubblicata perché ritenuta dagli stessi Litfiba poco convincente e musicalmente non all'altezza delle altre canzoni dell'album. Tuttavia, il testo di questa canzone è stato in parte stampato all'interno della copertina dell'album.
L'album è presente nella classifica dei 100 dischi italiani più belli di sempre secondo Rolling Stone Italia alla posizione numero 86. È il primo doppio album della storia della musica indipendente italiana ed è considerato uno dei capisaldi della new wave nazionale.
In alcune date del tour del disco, il batterista Ringo De Palma, impegnato con il servizio civile, viene sostituito da Daniele Trambusti che, dopo la sua tragica morte, lo rimpiazzerà nella formazione dei Litfiba. Daniele Trambusti è anche il fonico di registrazione e di mixing.
In occasione del Record Store Day 2017, il disco è stato ristampato dalla Atlantic Records in una edizione speciale numerata in vinile 180 grammi.

## Copertina
La copertina presenta un cuore sacro cinto di spine attorniato da colore graffiato. L'immagine è stata realizzata dal manager Alberto Pirelli passando della trielina su un'immagine sacra, come bozza per mostrare il progetto per la copertina: il cuore di Cristo, re dei re, per simboleggiare i 17 re. Sebbene siano stati effettuati vari tentativi, alla fine venne scelto il primo abbozzo come copertina ufficiale.
I crediti sono posizionati in alto, scritti in Futura col nome del gruppo in nero e il titolo in color oro retroilluminato.

## Tracce
Testi e musiche dei Litfiba.
1. Resta – 2:55
2. Re del silenzio – 4:07
3. Café, Mexcal e Rosita – 3:14
4. Vendette – 5:34
5. Pierrot e la luna[6] – 4:00
6. Tango – 4:36
7. Come un Dio – 5:15
8. Febbre – 3:49
9. Apapaia – 5:01
10. Univers – 5:19
11. Sulla Terra – 4:19
12. Ballata – 3:54
13. Gira nel mio cerchio – 3:37
14. Cane – 2:51
15. Oro nero – 3:45
16. Ferito – 4:26

### Versione disco singolo per il mercato francese
Lato A
1. Resta – 2:53
2. Re del silenzio – 4:05
3. Tango – 4:30
4. Ballata – 3:47

Lato B
1. Apapaia – 4:59
2. Gira nel mio cerchio – 3:37
3. Café, Mexcal e Rosita – 3:10
4. Oro nero – 3:44
5. Vendette – 5:30

## Formazione
Gruppo
- Piero Pelù - voce
- Antonio Aiazzi - tastiere, organo, vocoder e fisarmonica
- Ghigo Renzulli - chitarra
- Gianni Maroccolo - basso, tastiere e chitarra ritmica
- Ringo De Palma - batteria e tamburello

Altri musicisti
- Francesco Magnelli - clavinet, organo, pianoforte e arrangiamenti
- Daniele Trambusti - percussioni
- Velemir Vedma - violino (in Ferito e Pierrot e la luna)